# 최후통첩 게임

전개형 게임으로 최후통첩 게임을 나타낸 그림. 1번 참여자는 공평(F) 또는 불공평(U)한 제안을 할 수 있다. 2번 참여자는 수용(A)하거나 거절(R)할 수 있다.

최후통첩 게임(영어: ultimatum game)은 게임 이론에 등장하는 게임 중 하나로, 실험경제학에서 사용되는 방법론이다.
기본적으로 최후통첩 게임은 두 명의 참여자가 주어진 돈을 어떻게 나눌지 결정하는 게임이다. 첫 번째 참여자가 돈을 어떻게 나눌지 제안하면, 두 번째 참여자는 이를 받아들이거나 거절할 수 있다. 만약 두 번째 참여자가 거절을 선택하면 두 사람 모두 돈을 한 푼도 받지 못한다. 그러나 두 번째 참여자가 '수용'을 선택하면 첫 번째 참여자의 제안에 따라 돈이 나누어진다.
이 게임은 한 번만 진행되는 것으로 전제되기에 보복(reciprocation)은 이뤄지지 않는다.

## 역사
베르너 귀트, 롤프 슈미트베르너, 베른트 슈베르체가 처음으로 최후통첩 게임에 대한 분석을 수행하였다.

## 균형 분석
분석에 앞서, 이용 가능한 재화의 최소 단위를 1센트로 가정한다. 또한 전체 돈의 규모를 x로 가정한다.
참여자 1은 자신의 몫으로 p를 선택할 것이다. 여기서 p는 [0,x]의 구간 이내에 포함된다. 이때 참여자 2는 x-p만큼 돈을 받을 것이다. 참여자 2는 참여자 1의 제안을 수용 또는 거절할 수 있는데, 이를 함수로 표현하면 f: [0, x] → {"수용", "거절"}  같은 형태가 된다. 또 이를 전체 게임의 전략 조합으로 표현하면 (p, f) 형태가 된다. p는 참여자 1의 제안, f는 참여자 2의 함수를 뜻한다. 만약 참여자 2가 참여자 1의 제안을 수용하면(즉, f(p)="수용"인 경우) 참여자 1은 p, 참여자 2는 x-p를 분배받으며, 참여자 2가 제안을 거절한 경우 두 사람 모두 0을 얻는다.
만약 참여자 2가 제안을 수용하고, p보다 큰 y값이 존재하지 않는다고 가정할 때, 이 게임에서 내시 균형이 이뤄지는 전략 조합은 (p, f(p))다. 이는 참여자 1이 p보다 높은 몫을 가져갈 경우, 참여자 2는 모든 제안을 거절한다는 뜻이다. 따라서 참여자 1은 일방적으로 자신의 p값을 높일 수 없다. 반면, 참여자 2는 참여자 1의 제안을 거절할 수 없다. 거절하는 순간 본인은 아무것도 얻을 수 없기 때문이다.
따라서 첫 번째 내시 균형점은 (x, "수용")이다.
또 다른 내시 균형은 참여자 1이 x를 제안하고, 참여자 2가 0보다 큰 모든 제안을 거절하는 경우다. 이 경우 두 참여자 모두 아무 몫을 받지 못하지만, 둘 다 일방적으로 자기 전략을 바꿀 수 없다.
하지만 더 엄밀한 균형 개념과 부분게임 완전균형을 만족시키는 것은 하나뿐이다. 만약 참여자 1이 자신이 큰 몫, 참여자 2가 더 작은 몫을 가져가도록 제안한다고 가정해 보자. 만약 이 제안을 거절하면 참여자 2는 약간의 돈을 가져가는 대신 아무것도 가져가지 않는 것을 선택하는 셈이다. 이는 비이성적이므로, 참여자 2의 입장에선 불만이 있더라도 약간의 돈을 가져가는 선택을 하는 것이 낫다. 만약 참여자 1이 이 사실을 안다면, 그는 참여자 2에게 0보다는 크지만 가능한 한 작은 몫을 제안할 것이다.

## 사회학적 적용
사회학적 관점에서 최후통첩 게임은 중요한 시사점을 던져준다. 최후통첩 게임에서 가장 흥미로운 부분은 두 번째 참여자의 입장에서 거절은 결코 이성적인 행동이 아니라는 점이다. 첫 번째 참여자가 어떤 제안을 하든, 0보다는 낫기 때문이다. 따라서 첫 번째 참여자는 최소 금액을 제안하고, 전체 금액의 대부분을 차지할 것이라고 예측할 수 있다.
그러나 놀랍게도 사람들은 이렇게 행동하지 않는다. 사람들은 훨씬 더 관대한 제안을 건네며(가장 흔한 제안은 50%, 즉 공평한 분할이다), 완전히 이성적으로 예상되는 것보다 제안을 더 자주 거절하는 경향이 있다(금액의 20% 이하 제안은 대개 거절당했다). 제안 규모와 거절 비율은 사회마다 달랐고, 선물 증여가 활발한 문화에서는 특별히 관대한 제안이 관찰되었다. 인간은 마치 협력하도록 태어난 듯하며, 다른 이들에게도 동일한 것을 기대하는 듯하다. 인간 행동은 공정함에 대한 동기, 다른 이들의 마음을 배려하려는 동기에 자주 영향을 받는다. 우리는 심지어 다시 만날 가능성이 없어 보이는 완전히 낯선 이에게도 공정함을 지키려는 충동을 느낀다.
이 게임은 인간이 부정의한 행동을 받아들이길 꺼린다는 점을 보여 준다. 참여자 2는 참여자 1이 적은 양을 제안할수록 거절하는 경향이 높다. 이는 명예 개념과 연관성이 있다.
사람들이 '협력적' 사업에서 나오는 대가가 다르게 분배되는 것을 얼마나 견디느냐에 따라 불평등이 나타난다. 큰 회사의 경우 계층별 관리(strata management)에 따라 불평등이 크게 나타나기도 한다.

## 변형
경쟁적 최후통첩 게임은 제안자(참여자 1)가 다수인 반면 수용자(참여자 2)는 한 명인 게임이다. 수용자는 여러 제안 중 자신에게 가장 높은 몫을 제안하는 사람의 제안을 선택한다. 제안자가 3인 이상인 경우, 수용자가 대체로 전체 돈의 대부분을 받는 방향으로 제안이 이뤄진다. 단, 이는 제안자 사이에 사전 공모가 없다고 가정할 때만 작동한다.
사례(팁)가 있는 최후통첩 게임은 수용자가 제안자에게 일정한 사례금을 줄 수 있는 게임이다. 이 경우 최종 분배(net spilts)는 공정해지는 경향이 있다.
역최후통첩 게임은 수용자에게 더 많은 힘을 주는 게임이다. 이 게임에서 제안자는 자신이 원하는 여러 가지 분배 형태로 제안할 수 있다. 그리고 수용자가 여러 제안 중 하나를 받아들이거나 게임 자체를 그만두기 전까지 게임은 끝나지 않는다. 이 경우 제안자가 받는 몫은 전체의 절반 이하로 떨어지는 경향이 있다.

## 같이 보기
- 독재자 게임
- 죄수의 딜레마

## 참고 문헌
- Güth, Werner; Schmittberger, Rolf; Schwarze, Bernd. “An experimental analysis of ultimatum bargaining”. 《Journal of Economic Behavior & Organization》. doi:10.1016/0167-2681(82)90011-7.

1. ↑  케빈 랠런드 (2023). 《다윈의 미완성 교향곡》. 동아시아. 36-37쪽.